# NAC Stadion
NAC Stadion – wielofunkcyjny stadion, położony w mieście Breda w Holandii. Oddany został do użytku 1940 roku. Swoje mecze na tym obiekcie rozgrywał zespół NAC Breda, aż do 1996 roku, kiedy to klub przeniósł się na nowoczesny Rat Verlegh Stadion. Pojemność stadionu wynosi 12 000 osób.
Mecz: NAC Breda – Feyenoord, rozegrany 28 marca 1996 z wynikiem 0:3, był ostatnim spotkaniem piłkarskim rozegranym na NAC Stadion.